# Савчук Михайло Васильович

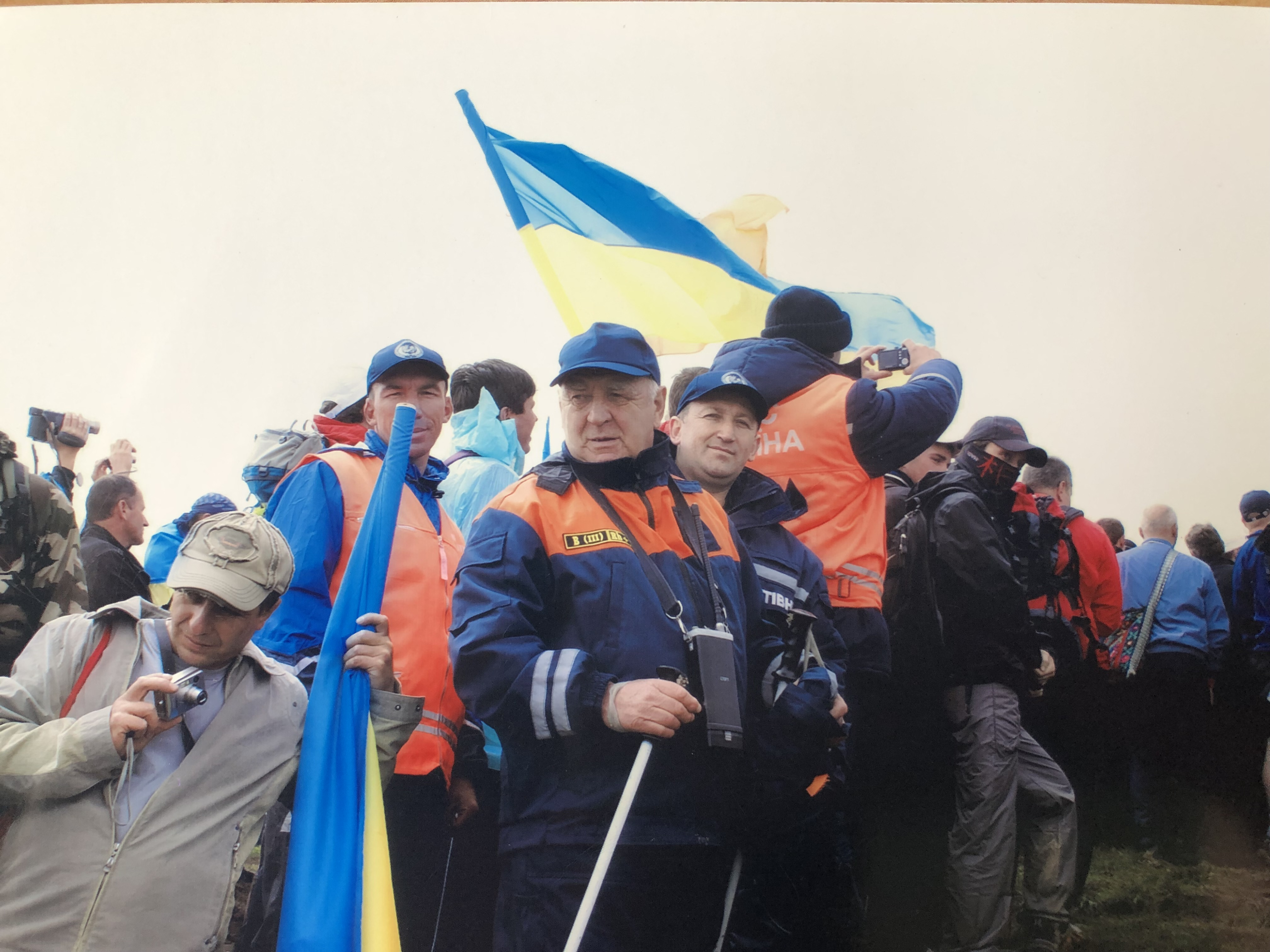
Михайло Савчук з іншими рятувальниками

Михайло Васильович Савчук (22 квітня 1938, Ворохта, Івано-Франківська область — 11 вересня 2021, Івано-Франківськ)  — український гірський рятувальник, стрибун з трампліна.

## Біографія
Народився 22 квітня 1938 року у Ворохті Івано-Франківської області. Батько — Василь Григорович Савчук (1915—1988), учасник Другої Світової війни, фронтовик, робітник-лісоруб.
Мати — Параска Петрівна Савчук (1919—1984), домогосподарка.
1946—1953 рр. — навчався у Ворохтянській семирічній школі, яку закінчив на відмінно.
1953—1954 рр. — продовжив навчання у Станіславській чоловічій школі № 5.
1954—1956 рр. — навчаючись в Яремчанській середній школі почав займатись стрибками з трампліна у Ворохті.
1956—1957 рр. — працював вихователем молоді при Ворохтянському лісокомбінаті.
В 1957 році вступив до Львівського державного інституту фізичної культури та спорту, який закінчив в 1961 році.
1961—1964 рр. — працював інструктором по туризму при турбазі «Україна» ДСТ «Колос» та тренером ДЮСШ.
В 1965 році призначений директором Ворохтянської гірської лижної ДЮСШ при обласній раді ДСТ «Авангард».
З 1972 року — заступник директора по учбовій частині при спортивній базі Україна ДСТ «Колос».
З 1973 року — директор Ворохтянської СДЮСШ при ДСТ «Авангард».
З 1974 року — директор спортивної бази «Україна» ДСТ «Колос».
З 1976 року, протягом 35 років — начальник Ворохтянського контрольно-рятувального загону при Івано-Франківській обласній раді по туризму та екскурсіях. Перебуваючи на цій посаді, Михайло Васильович сприяв розвитку Ворохтянського контрольно-рятувального загону. За час роботи на цій посаді супроводжував туристичні групи, які сходили на гору Говерла та інші вершини Карпат. 1997 року Михайла Васильовича нагороджено почесною грамотою обласної державної адміністрації на честь Міжнародного дня туризму, а колектив обласної контрольно-рятувальної служби вже давно обрав його незмінним головою профспілкового комітету служби.

## Державні нагороди
- Орден Богдана Хмельницького III ступеня
- Нагрудний знак «За відвагу в надзвичайній ситуації»
- Почесна відзнака МНС України
- Грамота Верховної Ради України
- Знак «За вклад у розвиток Яремчанщини»